# Вилбур Смит
Вилбур Адисон Смит (Брокен Хил, 9. јануар 1933 — Кејптаун, 13. новембар 2021) био је замбијски романописац специјализован за историјску фикцију о међународном учешћу у Јужној Африци током четири века, гледано са становишта и црних и белих породица. Најпознатији је по саги о Кортнијевима, чија је прва трилогија преведена на српски језик, као и део његових историјских трилера смештених у Стари Египат. Велики део осталих његових књига је доступан у хрватском преводу. Роман Фараон из 2016-е је последњи који је написао самостално, након тога сви романи су писани у сарадњи са другим писцима, или су наставци његових сага објављени постхумно од стране других аутора.

### На српском
Сага о Кортнијевима
- Кад лав једе (1964) у српском преводу 2004. (Моћ књиге, Моно и Мањана)
- Олуја (1966) на српском 2004.
- Врапчев пад (1977) на српском 2004.

Романи смештени у Стари Египат
- Бог реке (1995) на српском 2003.
- Седми свитак (1997) на српском 2003.
- Ворлок (2003) на српском 2005.

Остали романи доступни у српском преводу
- Леопард напада у тами 1 и 2 (1984) на српском 1990. (БИГЗ), на насловници српског издања се налазио Силвестер Сталоне из серијала филмова о Рамбу, пошто је откупио права за снимање романа, али до екранизације филма никад није дошло.
- Непосредна опасност (2011) на српском 2012 (Алнари)[2]

Остала дела (нису преведена)
- , 1965
- , 1970
- , 1971
- , 1972
- Eagle in the sky, 1974
- , 1975
- , 1976
- , 1978
- , 1979
- , 1980
- , 1981
- , 1982
- , 1985
- , 1986
- , 1987
- , 1989
- , 1991
- , 1993
- , 1999
- , 2001
- , 2005
- , 2007
- , 2009
- , 2011
- , 2014
- , 2014
- , 2015
- , 2016
- , 2016